# Ziltoid the Omniscient
Ziltoid the Omniscient ist das neunte Studioalbum des kanadischen Musikers Devin Townsend. Es erschien am 21. Mai 2007 bei seinem eigenen Plattenlabel HevyDevy Records. Das Konzeptalbum handelt von einem außerirdischen Wesen namens Ziltoid vom Planeten Ziltoidia 9.

## Entstehung
Die Idee zu der Figur Ziltoid kam Devin Townsend während einer Party mit Freunden, als beschlossen wurde, dass jeder aus Socken und mit Hilfe von Farbe eine Puppe kreieren sollte. Townsends Sockenpuppe sah wie ein Alien aus und wurde Ziltoid getauft. Townsend bezeichnete Ziltoid als eine Art Selbstparodie und sagt über das Album, dass es bei aller oberflächlichen Ernsthaftigkeit als Spaßalbum gedacht sei. Die Geschichte handelt von Ziltoids Suche nach der ultimativen Tasse Kaffee, insbesondere der letzte Song Tall Latte soll zeigen, dass es sich nur um den ausschweifenden Tagtraum eines Café-Angestellten handelt. Townsend bezeichnete das Album als sehr wichtigen Punkt seiner künstlerischen Karriere, einerseits habe er damit seine Gedanken und Ideen reinigen können und andererseits einen Neuanfang gewagt.
Townsend nahm das Album von November 2006 bis März 2007 in seinem Heimstudio Devlab in Vancouver, Kanada, auf. Am Anfang hatte er weder fertige Lieder noch ein fertiges Albumkonzept und begann zunächst mit dem Songwriting. Er spielte alle Instrumente selber ein, lediglich zum Ende der Aufnahmen hin holte er sich Unterstützung von Dave und Brian Young, mit denen er bereits in der The Devin Townsend Band zusammengearbeitet hatte. Für die Schlagzeugaufnahmen verwendete Townsend ein Setup namens The Drumkit from Hell, das von Tomas Haake von Meshuggah für deren Album Catch Thirty-Three entworfen wurde.

## Titelliste
1. ZTO – 1:17
2. By Your Command – 8:09
3. Ziltoidia Attaxx!!! – 3:42
4. Solar Winds – 9:46
5. Hyperdrive – 3:47
6. N9 – 5:30
7. Planet Smasher – 5:44
8. Omnidimensional Creator – 0:48
9. Color Your World – 9:44
10. The Greys – 4:15
11. Tall Latte – 1:03

## Kritiken
Michael Edele von laut.de charakterisiert die Musik als „typischer Devin Townsend-Bombast, gepaart mit Stakkato-Drums und dem flexiblen Gesang“ von Townsend. Besonders Hyperdrive glänze „mit großartigen Melodien“, während bei Liedern wie Planet Smasher brachiale Gitarrenriffs im Stil von Strapping Young Lad zu hören seien. Cosmo Lee von Allmusic lobt das unvergleichliche Songwriting und die Produktion des Albums und nennt Townsend den „Frank Zappa des modernen Metal“. Michael Rensen kritisiert die hörspielartigen Zwischenspiele, die der Musik einen Teil der Magie nähmen. Musikalisch erwarte den Hörer eine „Wundertüte mit … Strapping-Young-Lad-artigen Überfallkommandos und vielen inspirierten, farbenprächtigen Überbombast-Hymnen“.